# Hố thiên thạch Barringer

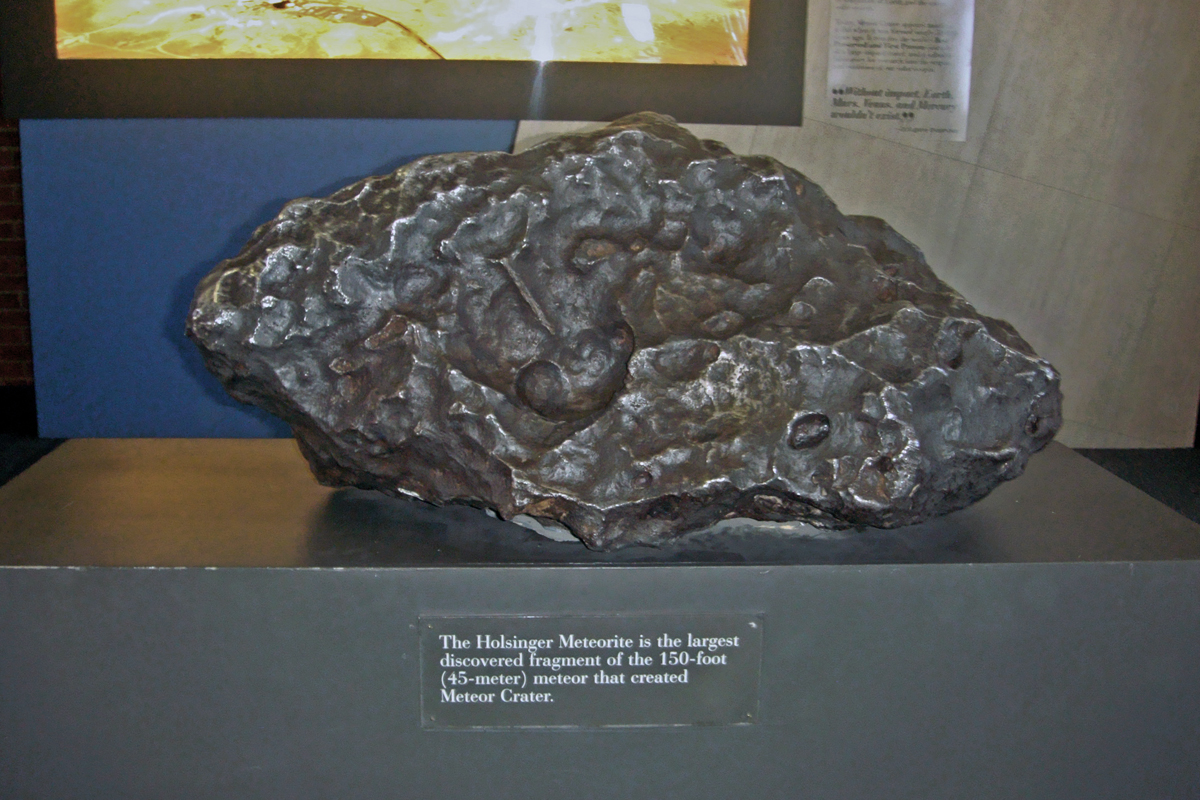
Thiên thạch Holsinger là mảnh phát hiện lớn nhất của thiên thạch tạo ra Meteor Crater và nó được trưng bày tại trung tâm du lịch của hố thiên thạch.

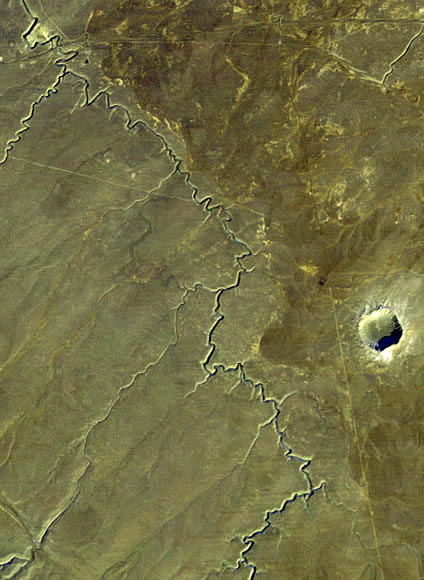
Hố thiên thạch Barringer nhìn từ không gian. Hẻm núi Diablo arroyo ở phía tây (bên trái). Thành phố ma Diablo Canyon, mà thiên thạch được đặt tên theo, ở hẻm núi ngay phía bắc và ngoài bức hình.

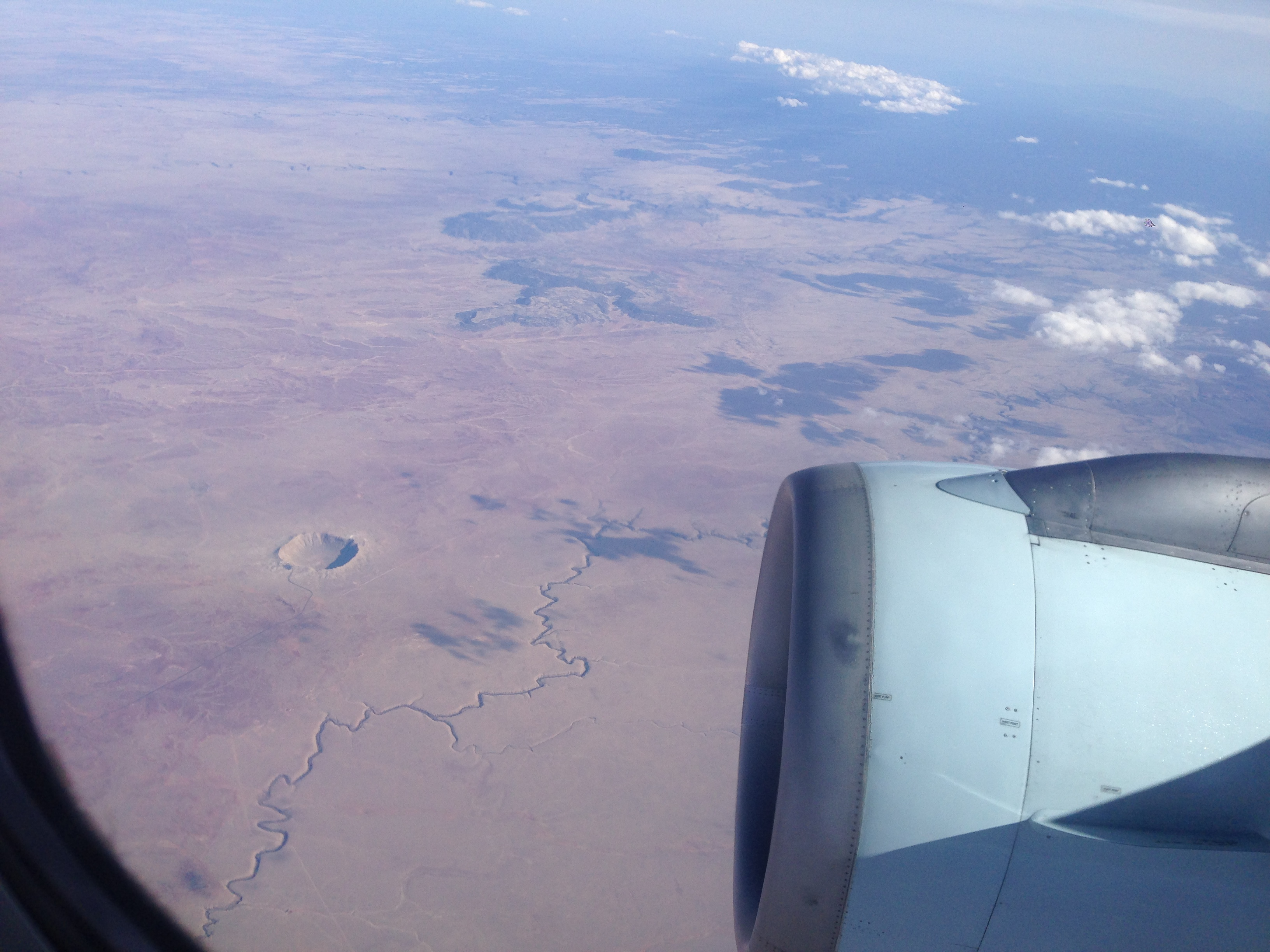
Hố thiên thạch Meteor nhìn từ độ cao 36.000 feet

Hố thiên thạch Barringer hay Hố thiên thạch Meteor là một hố va chạm thiên thạch khoảng 37 dặm (60 km) về phía đông Flagstaff và 18 dặm (29 km) về phía tây Winslow ở phía bắc sa mạc Arizona phía bắc của Hoa Kỳ. Bởi vì Hội đồng Hoa Kỳ về tên địa lý thường nhận ra tên của các đặc điểm tự nhiên có nguồn gốc từ bưu điện gần nhất, tính năng này có tên "hố thiên thạch Meteor" từ bưu điện gần đó có tên Meteor. Khu vực này trước đây được biết đến với cái tên Hố thiên thạch Hẻm núi Canyon và những mảnh vỡ của thiên thạch được chính thức gọi là thiên hà Thiên thạch Hẻm núi Diablo. Các nhà khoa học gọi hố thiên thạch là Hố thiên thạch Barringer để tôn vinh Daniel Barringer, người đầu tiên gợi ý rằng nó được tạo ra bởi tác động của thiên thạch. Hố thiên thạch này thuộc sở hữu của gia đình Barringer thông qua Công ty Barringer Crater, nơi tuyên bố nó là "hố thiên thạch được bảo tồn tốt nhất trên trái đất".
Mặc dù tầm quan trọng của nó như là một địa điểm địa chất, miệng núi lửa không được bảo vệ như là một di tích quốc gia, một tình trạng mà sẽ yêu cầu sở hữu liên bang. Nó được chỉ định là một Địa điểm nổi bật quốc gia vào tháng 11 năm 1967.
Hố thiên thạch Crater nằm ở độ cao trên mực nước biển khoảng 1.740 m (5.710 ft). Đường kính khoảng 1.200 m (3.900 ft), sâu khoảng 170 m (560 ft) và được bao quanh bởi vành đai tăng 45 m (148 ft) so với đồng bằng xung quanh. Trung tâm của hố thiên thạch được lấp đầy với 210–240 m (690–790 ft) của đống đổ nát nằm trên nền đá tảng trên hố. Một trong những đặc điểm thú vị của miệng núi lửa này là phác thảo hình vuông của nó, được cho là do các mối nối khu vực hiện tại (các vết nứt) ở tầng tại nơi tác động.

## Hình thành
Hố thiên thạch này đã được tạo ra cách đây khoảng 50.000 năm trong thế Pleistocene, khi khí hậu địa phương ở Cao nguyên Colorado rất lạnh và ẩm ướt hơn. Khu vực này là một đồng cỏ rộng mở rải rác với những khu rừng có voi ma mút lông xoăn và những con lười trên mặt đất khổng lồ.
Kể từ khi hình thành của hố thiên thạch, các rìa miệng hố đã mất chiều cao 15–20 m (49–66 ft) tại mép miệng hố do xói mòn tự nhiên. Tương tự, lưu vực của miệng núi lửa được cho là có thêm khoảng 30 m (98 ft) trầm tích bổ sung sau tác động từ trầm tích hồ và đất phù sa. Những quá trình xói mòn này là lý do tại sao có rất ít hố còn lại nhìn thấy được trên trái đất, vì nhiều quá trình đã bị xóa bỏ bởi các quá trình địa chất này. Tuổi tương đối trẻ của miệng hố thiên thạch Meteor, kết hợp với khí hậu Arizona, đã cho phép miệng núi hố này hầu như không thay đổi kể từ khi thành lập. Sự thiếu xói mòn bảo vệ hình dạng của miệng núi lửa đã giúp dẫn đến miệng núi lửa này là miệng núi lửa đầu tiên được công nhận như một hố thiên thạch tác động chính thức từ một thiên thể tự nhiên.
Vật thể được khai quật từ miệng núi lửa này là một thiên thạch kim loại nặng khoảng 50 mét (160 feet). Tốc độ tác động đã là chủ đề của một số cuộc tranh luận. Mô hình ban đầu cho rằng thiên thạch va chạm với tốc độ lên đến 20 km mỗi giây (12 dặm mỗi giây) nhưng nghiên cứu gần đây cho thấy tác động đã chậm hơn đáng kể, tại 12,8 km mỗi giây (8,0 dặm mỗi giây). Người ta tin rằng khoảng một nửa số lượng lớn của thiên thạch va chạm đã bị bốc hơi trong quá trình lao xuống địa điểm này. Năng lượng va chạm đã được ước tính khoảng 10 megaton. Các thiên thạch chủ yếu là bốc hơi khi va chạm, để lại một ít trong miệng hố.

## Khám phá và điều tra
Hố núi đã thu hút sự chú ý của các nhà khoa học sau sự khám phá của những người định cư Mỹ vào thế kỷ 19. Được mệnh danh là miệng núi lửa Canyon Diablo - từ Canyon Diablo, Arizona, cộng đồng gần miệng núi lửa vào cuối thế kỷ 19, 12 dặm (19 km) về phía tây bắc của miệng núi lửa nhưng bây giờ là một thị trấn ma - nó đã bước đầu được gán cho hành động của một ngọn núi lửa. Đây không phải là một giả định không hợp lý, như khu vực núi lửa San Francisco nằm chỉ khoảng 40 dặm (64 km) về phía tây.